# Allgemeine Gerichtsordnung (Österreich)

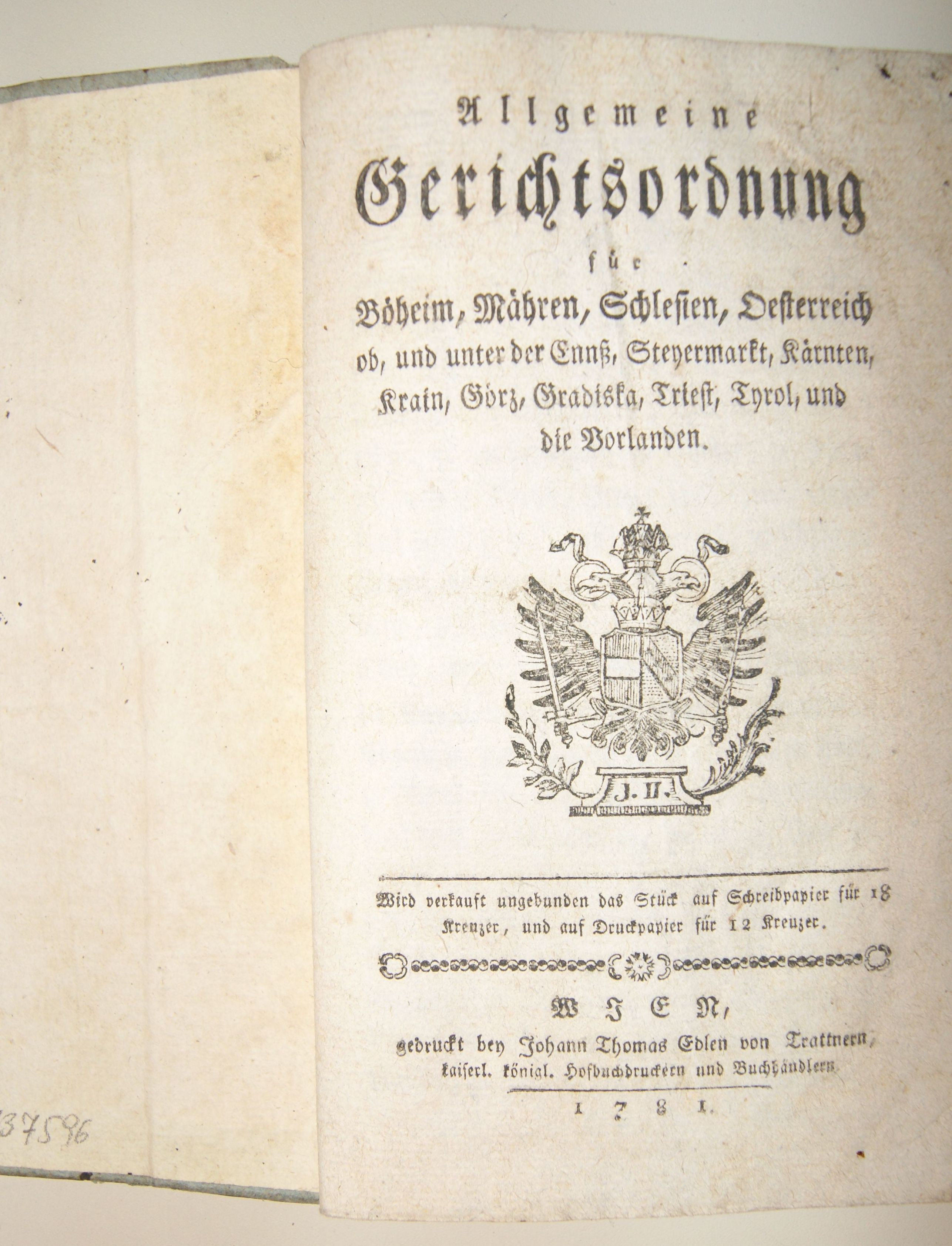
Este Buchseite aus einer Ausgabe der AGO 1781. Aufnahme aus dem Bestand der Vorarlberger Landesbibliothek.

Die Allgemeine Gerichtsordnung (AGO, auch: Josephinische Gerichtsordnung nach Joseph II.) regelte über 100 Jahre das gerichtliche Verfahren in bürgerlichen Rechtsstreitigkeiten in Österreich und stellt damit die zentrale Verfahrensordnung für gerichtliche Streitigkeiten dar.
Das Zivilverfahren in der AGO war grundsätzlich schriftlich, nicht öffentlich und beruhte auf dem Eventualitätsgrundsatz und der gebundenen Beweiswürdigung. Die Parteien waren die „Herren“ des Verfahrens und maßgeblich für den Fortgang verantwortlich.

## Geschichte
Maria Theresia fasste 1753 den Beschluss, dass „allen ihren Erblanden ein sicheres gleiches Recht eine gleichförmige rechtliche Verfahrensart“ zuteilwerden soll und setzte eine in Brünn tagende Kompilations-Kommission ein, die jedoch bereits 1756 aufgelöst wurde und deren Arbeiten von einer Wiener Kommission übernommen wurde. Der geschaffene Codex Theresianus sollte im vierten Teil in zwei Abteilungen das Zivilverfahrensrecht für streitige und außerstreitige Rechtssachen enthalten. Maria Theresia erteilte dem Codex Theresianus auf Anraten von Wenzel Anton von Kaunitz-Rietberg keine Genehmigung und leitete den Entwurf 1772 an die Kommission zurück. Der Codex Theresianus blieb somit ein bloßer Gesetzesentwurf und erlangte niemals Rechtsgeltung. Es wurde jedoch in den folgenden Entwürfen das Zivilprozessrecht vom materiellen Recht auf Anordnung von Maria Theresia getrennt, was zu einer Beschleunigung der Kodifikationsarbeiten führte. Die Arbeiten wurden von Hofrat Holger bis Jänner 1774 geleitet unter dem Vorsitz der Kompilations-Kommission durch Graf Sinzendorf.
Im Februar 1774 wurde als neuer Referent für die Ausarbeitung der Zivilprozessordnung Regierungsrat von Froidevó ernannt und am 5. September 1775 wurde ein fertiger Entwurf zur Genehmigung vorgelegt. Mit der Entschließung vom 19. Dezember 1775 wurde von Joseph II. der Kompilations-Kommission aufgetragen, die Problemfälle zum im Entstehen begriffene materiellen Recht (spätere ABGB) genauestens aufzuzeigen. Der fertige Entwurf wurde sodann an fünf florentinische Juristen zur Gutachtenserstellung zugeleitet und am 21. April 1779 an die Oberste Justizstelle zur Prüfung. In 53 Sitzungen vom 9. Juni 1779 bis 16. Juni 1780 wurde weiter am Entwurf gefeilt.
Die AGO wurde mit dem Inkrafttreten der österreichischen Zivilprozessordnung (ZPO) am 1. Jänner 1898 ersetzt.

## Geltungsbereich der AGO
Die Allgemeine Gerichtsordnung vom 1. Mai 1781 (JGS 1781/13) galt in Böheim, Mähren, Schlesien, Oesterreich ob, und unter der Ennß, Steyermarkt, Kärnten, Krain, Görz, Gradiska, Triest, Tyrol, und für die Vorlande sowie Liechtenstein. Die AGO war die erste umfassende Kodifizierung des Zivilprozessrechtes in der Habsburger Monarchie.
Ergänzend zur AGO und mit demselben Geltungsbereich wurde eine Taxordnung (Gerichtsgebührenordnung) für Zivilverfahren am 1. November 1781 erlassen, die am 1. Mai 1782 in Kraft getreten ist. Diese Gerichtsgebührenordnung wurde gemäß der Präambel erlassen, um eine einheitliche Vorgangsweise in ganz Österreich zu gewährleisten und auch den Zugang zu Gericht nicht zu erschweren. Sonder-Verfahrensbestimmungen, wie das hauptsächlich in Innerösterreich verwendete Regelwerk zum Landschadenbund, fielen damit weg.

### Sprachenfrage
Die Verwendung anderer Sprachen neben dem Deutschen im Verkehr mit den Behörden und Gerichten stellte in Böhmen, Mähren, Schlesien, Kärnten, Krain, Görz, Gradiska, Triest etc. über viele Jahrzehnte einen erheblichen Streitpunkt dar und bildete einen der vielen Gründe, warum die Habsburgermonarchie zerfiel. So bestimmte z. B. bereits die erneuerte böhmische Landesordnung Ferdinands III. von 1640 bei gerichtlichen Straffällen die Sprache des Beklagten als Verhandlungssprache. Das Justizhofdekret vom 22. April 1803, Z. 1192, erinnerte das Appellationsgericht Prag, dass nach der allgemeinen Gerichtsordnung vom 1. Mai 1781 jedem Kläger die Abfassung seiner Klage in deutscher oder böhmischer Sprache freistehe. Der Justizministerialerlass vom 29. April 1848, Z. 121, an das böhmische Appellationsgericht fixiert die vollständige Gleichberechtigung der böhmischen und deutschen Landessprachen in der Justizpflege. Der Justizministerialerlass vom 23. Mai 1852, Z. 11.815, stellt im Strafverfahren schon die Grundsätze der Stremayr-Taaffeschen Sprachenverordnung (§ 8) auf.

### Westgalizische Gerichtsordnung

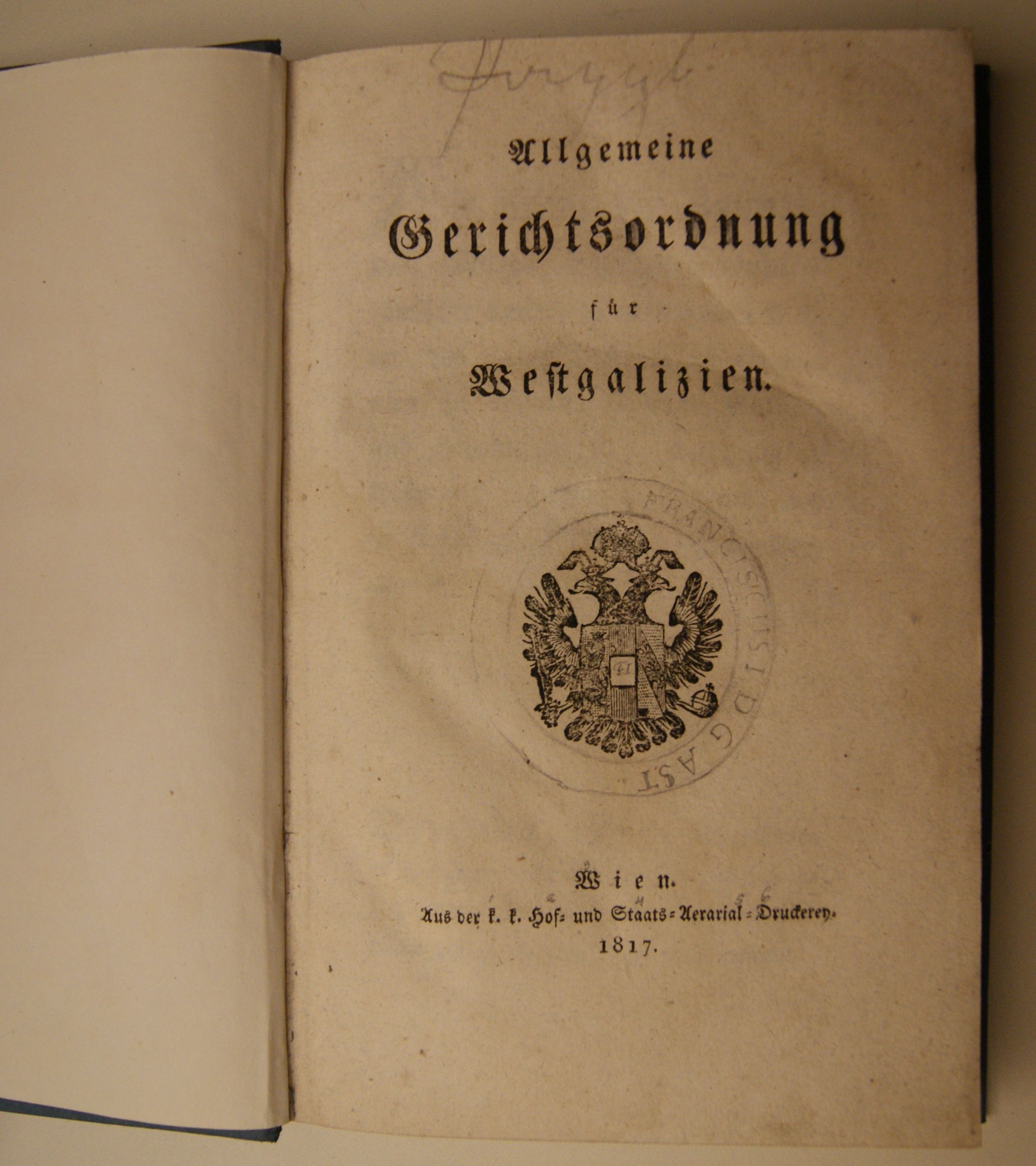
Buchseite aus einer Ausgabe der Westgalizischen Gerichtsordnung von 1817. Aufnahme aus dem Bestand der Vorarlberger Landesbibliothek.

Eine erweiterte und verbesserte Fassung der AGO wurden „probeweise“ als „Allgemeine Gerichtsordnung für Westgalizien“ (auch: westgalizische Gerichtsordnung) in Westgalizien 1796 eingeführt. Diese Fassung war jedoch, im Verhältnis zur Endfassung der AGO 1781, um etwa 40 % umfangreicher und inhaltlich auch umfassender (619 Paragraphen in 43 Kapitel). Siehe hierzu z. B. die Möglichkeit der Kontumazentscheidung in § 29 AGO bzw. § 29 Westgalizische Gerichtsordnung.
Die Westgalizische Gerichtsordnung wurde 1815/1816, als Tirol, Vorarlberg, Salzburg und andere Gebiete nach der Niederlage von Napoleon Bonaparte wieder an Österreich gelangten, auch dort eingeführt, während in den anderen Kronländern die AGO weiter galt.

## Inhalt
Die AGO umfasst 437 Paragraphen in 39 Kapitel. Der Hauptteil der grundsätzlichen Bestimmungen zur AGO wurde dabei dem bisher bestehenden böhmischen Prozessrecht entnommen und nicht dem österreichischen. So sind insbesondere folgende Rechtsinstitute aus dem böhmischen Prozessrecht in die AGO übernommen worden:
- das vorwiegende schriftliche Verfahren,
- die geschlossene Zahl der möglichen Beweismittel und
- die formelle Beweiskraft derselben,
- der Ausschluss des Indizienbeweises.[18]

Auffallend ist, dass der Beweis und das Beweisverfahren samt Eidesleistung in 11 Kapitel (Kapitel 11 bis 22) und 133 Paragraphen recht umfangreich geregelt wurde (über 30 % des Gesamtumfanges der AGO). Dabei ist auch Kapitel 14 mit 39 Paragraphen das zweitgrößte Einzelkapitel in der AGO. Das größte Einzelkapitel stellt das Exekutionsverfahren mit 54 Paragraphen dar (heute in einer eigenen Exekutionsordnung geregelt). Das drittgrößte Einzelkapitel mit 26 Paragraphen bildeten die Regelungen zum Konkurs (heute in der Insolvenzordnung geregelt).

## Aufbau der AGO
- Erstes Kapitel. Von dem gerichtlichen Verfahren überhaupt (§§ 1 – 16)
- Zweytes Kapitel. Von dem mündlichen Verfahren (§§ 17 – 33)
- Drittes Kapitel. Von dem schriftlichen Verfahren (§§ 34 – 57)
- Viertel Kapitel. Von Vertretungen (§§ 58 – 61)
- Fünftes Kapitel. Von der Widerklage (§ 62)
- Sechstes Kapitel. Von der Befügniß, und Schuldigkeit zu klagen, und sich zu vertheidigen (§§ 63 – 65)
- Siebentes Kapitel. Von dem eigentlichen Aufforderungsprozesse.  (Provocatio ex lege diffamari.) (§§ 66 – 71)
- Achtes Kapitel. Von der Aufforderung bey einem vorzunehmenden Baue (§ 72)
- Neuntes Kapitel. Von dem Konkursprozesse (§§ 73 – 99)
- Zehntes Kapitel. Von dem Rechnungsprozesse (§§ 100 – 103)
- Eilftes Kapitel. Von dem Beweise (§§ 104 – 106)
- Zwölftes Kapitel. Von dem Beweise durch Eingeständniß (§§ 107 – 110)
- Dreyzehentes Kapitel. Von dem Beweise durch briefliche Urkunden (§§ 111 – 135)
- Vierzehentes Kapitel. Von dem ordentlichen Beweise durch Zeugen (§§ 136 – 175)
- Fünfzehntes Kapitel. Von dem Beweise zum ewigen Gedächtnisse (§§ 176 – 181)
- Sechzehntes Kapitel. Von dem summarischen Beweise durch Zeugen (§§ 182 – 186)
- Siebenzehntes Kapitel. Von dem Beweise durch Kunstverständige (§§ 187 – 202)
- Achtzehntes Kapitel. Von dem Beweise durch den Haupteid (§§ 203 – 211)
- Neunzehntes Kapitel. Von dem Erfüllungs- und Ableinungseide (§§ 212 – 213)
- Zwanzigstes Kapitel. Von dem Schätzungseide (§§ 214 – 218)
- Ein und zwanzigstes Kapitel. Von der eidlichen Angabe (§§ 219 – 220)
- Zwey und zwanzigste Kapitel. Von den Eiden insgemein (§§ 221 – 237)
- Drey und zwanzigstes Kapitel. Von Inrotulirung der Akten (§§ 238 – 246)
- Vier und zwanzigstes Kapitel. Von den Urtheilen (§§ 247 – 251)
- Fünf und zwanzigstes Kapitel. Von der Appellazion, und Revision, dann der Nullitätsklage (§§ 252 – 267)
- Sechs und zwanzigstes Kapitel. Von Versuchung der Güte (§§ 268 – 269)
- Sieben und zwanzigstes Kapitel. Von Schiedsrichtern (§§ 270 – 274)
- Acht und zwanzigstes Kapitel. Von dem Arreste (§§ 275 – 282)
- Neun und zwanzigstes Kapitel. Von dem Verbote auf fahrende Güter (§§ 283 – 291)
- Dreyßigstes Kapitel. Von Sequestrazionen, und anderen mittlerweiligen Vorkehrungen (§§ 292 – 297)
- Ein und dreyßigstes Kapitel. Von der Exekuzion (§§ 298 – 352)
- Zwey und dreyßigstes Kapitel. Von Stillständen, und von Behandlung der Gläubiger (§§ 353 – 361)
- Drey und dreyßigstes Kapitel. Von Abtretung der Güter (§§ 362 – 370)
- Vier und dreyßigstes Kapitel. Von der Einsetzung in den vorigen Stand (§§ 371 – 375)
- Fünf und dreyßigstes Kapitel. Von den Ferien (376 – 383)
- Sechs und dreyßigstes Kapitel. Von der Zustellung der gerichtlichen Verordnungen (§§ 384 – 397)
- Sieben und dreyßigstes Kapitel. Von Gerichtsunkösten (§§ 398 – 409)
- Acht und dreyßigstes Kapitel. Von den Advokaten (§§ 410 – 429)
- Neun und dreyßigstes Kapitel. Von dem Richter (§§ 430 – 437)